# Shirō Hashizume
Shirō Hashizume (jap. 橋爪四郎 Hashizume Shirō; ur. 20 września 1928 w Wakayamie, zm. 9 marca 2023 w Ōta) – japoński pływak. Srebrny medalista olimpijski z Helsinek.
Specjalizował się w stylu dowolnym. Zawody w 1952 były jego jedynymi igrzyskami olimpijskimi. Medal zdobył na dystansie 1500 metrów kraulem, wyprzedził go jedynie Amerykanin Ford Konno. Pobił cztery rekordy świata.
W 1992 roku został wprowadzony do International Swimming Hall of Fame.